# Eva Wahlström

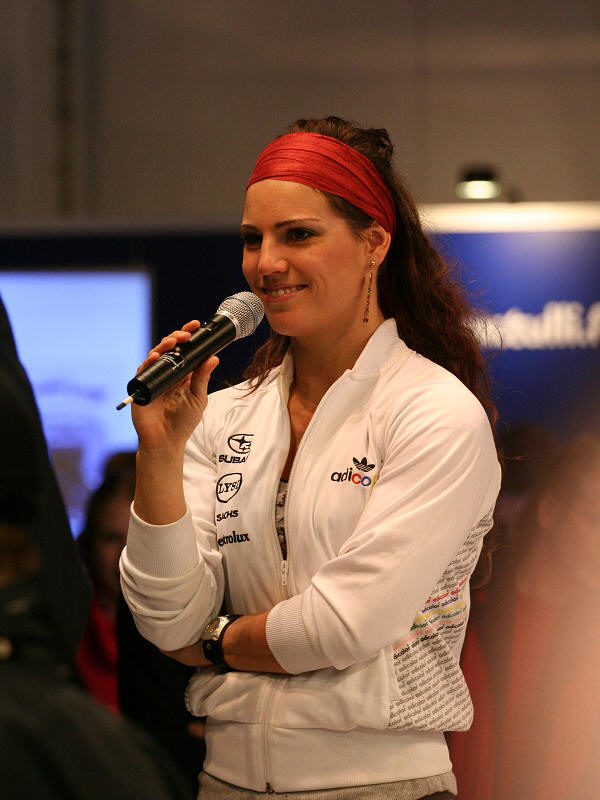
Eva Wahlström

Eva Ulrika Birgitta Wahlström, fr.o.m. 2016 Räsänen, född 30 oktober 1980 i Lovisa, är Finlands mest framgångsrika kvinnliga boxare. Hon representerade klubben Loviisan Riento.
Wahlström har vunnit finländska mästerskapen åtta år i rad (2000–2007) och de nordiska mästerskapen fyra gånger (2003–2005, 2007). Hon har vunnit EM-silver åren 2004 och 2005, samt EM-brons år 2001. Hon slutade sin sportkarriär år 2020 och bor nuförtiden i Borgå med sin make och sina barn.